# Santa Maria la Fossa
Santa Maria la Fossa é uma comuna italiana da região da Campania, província de Caserta, com cerca de 2.645 habitantes. Estende-se por uma área de 29 km², tendo uma densidade populacional de 91 hab/km². Faz fronteira com Capua, Casal di Principe, Grazzanise, San Tammaro.

## Demografia
| Variação demográfica do município entre 1861 e 2011                               |
|                                                                                   |
| Fonte: Istituto Nazionale di Statistica (ISTAT) - Elaboração gráfica da Wikipedia |